# Sarcostoma
Sarcostoma is een geslacht van orchideeën uit de onderfamilie Epidendroideae.
Het zijn epifytische orchideeën uit Zuidoost-Azië waarvan een aantal soorten endemisch zijn voor (enkel voorkomen in) Maleisië.

## Naamgeving en etymologie
De botanische naam Sarcostoma is een samenstelling van Oudgrieks σάρξ (sarx), 'vlees' en στόμα (stoma), 'mond', waarschijnlijk naar de vlezige bloemlip van de bloemen van dit geslacht.

## Kenmerken
Sarcostoma-soorten zijn kleine epifytische planten, met korte, vertakte rizomen, korte bloemstengels met één tot enkele apicale, lijnvormige, vlezige bladeren en één enkele kortlevende, wijd openstaande bloem.
De bloemlip is vlezig en drielobbig. De laterale kelkbladen vormen een mentum met de voet van het gynostemium. In tegenstelling tot het geslacht Ceratostylis, waar het vroeger deel van uitmaakte, is het gynostemium van Sarcostoma niet gevleugeld, en draagt de enige meeldraad slechts vier pollinia in plaats van acht.

## Habitat en verspreiding
Sarcostoma-soorten groeien in laagland- en montane loofwouden in Zuidoost-Azië, voornamelijk in Java, Sumatra, het schiereiland van Maleisië en Cambodja.

## Soorten
Het geslacht telt 5 soorten. De typesoort is Sarcostoma javanica.
- Sarcostoma borneense Schltr. (1921)
- Sarcostoma brevipes J.J.Sm. (1914)
- Sarcostoma celebicum Schltr. (1911)
- Sarcostoma javanica Bl. (1825)
- Sarcostoma subulatum Schltr. (1925)